# Maomé ibne Tair
Abu Abedalá Maomé ibne Tair ibne Abedalá (em árabe: أبو عبد الله محمد بن طاهر بن عبد الله; romaniz.: Abu 'Abdallah Muhammad ibn Tahir ibn 'Abdallah; m. ca. 910) foi um último governador taírida do Coração de 862 até 873.

## Vida

### Governo do Coração

Coração sob os taíridas em 836

Quando o pai de Maomé, Tair ibne Abedalá, morreu em 862, o califa quis substituí-lo com o irmão de Tair, Maomé ibne Abedalá ibne Tair, mas após o último recusar-se ele nomeou Maomé como governador. O califa, contudo, não garantiu a Maomé outros títulos geralmente reservado para o governador taírida do Coração, tais como o governo militar do Iraque e Baguedade (saíbe da xurta), mas deu-lhes a Maomé ibne Abedalá.
Quando tornou-se governador, Maomé ainda era jovem e inexperiente. Apenas dois anos após suceder seu pai, o Tabaristão foi perdido para uma revolta zaidita sob Haçane ibne Zaíde, e os taíridas ficaram incapazes de recuperar a província. Em 867, o emir safárida do Sistão, Iacube al-Safar, tomou Herate e prendeu seu governador taírida. Um exército foi enviado sob o samânida Ibraim ibne Ilias para parar Iacube, mas foi derrotado, depois do que Maomé foi forçado a acordar termos. Durante este tempo Maomé também tentou ganhar os ofícios no Ocidente que foram dados a seu tio Maomé. Após a morte do último em 867, seu irmão Ubaide Alá tomou os ofícios. Na oposição de Ubaide Alá, Maomé enviou outro tio, Solimão ibne Abedalá, como seu representante no Iraque, e Solimão foi capaz de ganhar os postos às custas de Ubaide Alá, embora o último posteriormente recuperaria-os.
A fraqueza do governo de Maomé no Coração posteriormente levou ao fim do governo taírida lá. Em 873, o safárida Iacube marchou sobre a capital de Maomé, Nixapur. Maomé recusou-se fugir e foi capturado pelos safáridas. Por três anos ele permaneceu em cativeiro, mas foi libertado pelas forças califais após os safáridas serem derrotados na Batalha de Dair Alacul em 876. Após ser liberto, o califa reinvestiu-o com o governo do Coração, embora Maomé nunca assumiu sua autoridade no país. Vários partidários anti-safáridas, como Amade do Cujistão e Rafi ibne Hartama, colocou o nome de Maomé no cutba nas áreas onde conseguiram controlar, mas Maomé nunca exerceu uma autoridade real sobre eles.

### Vida posterior
Após ser liberto pelo califa, Maomé tomou residência em Baguedade e de lá tentou ganhar os ofícios retidos por Ubaide Alá ibne Abedalá. Este conflito entre os dois taíridas continuou por vários anos. Em 879, o safárida Iacube morreu e foi sucedido por seu irmão Anre ibne Alaite. Anre alcançou um acordo com o califa e foi investido no Coração, substituindo Maomé. Como governador do Coração, Anre afirmou os direitos formalmente retidos pelos taíridas para nomear seu representante para os ofícios no Ocidente; sua escolha foi Ubaide Alá. Anre também usou sua influência para ter Maomé preso por alegadamente apoiar Amade do Cujistão, embora há pouca evidência para apoiar isso.
Maomé readquiriu o favor califal quando a paz entre o Califado Abássida e o Império Safárida foi estabelecida em torno de 884. Ele foi feito governador de Baguedade no lugar de Ubaide Alá e readquiriu o título de governador do Coração, embora como antes ele nunca foi capaz de restabelecer seu governo naquela província. Seu mandato como governador/saíbe da xurta de Baguedade é de algum modo ambíguo. Atabari relata que em 885 Huceine ibne Ismail foi saíbe como representante de Maomé. Em 886, Maomé levou ao fim uma revolta contra Amade ibne Maomé al-Ta'i, que foi culpado por uma crise famélica na cidade. Em 889, Amade foi preso e segundo Atabari ele estava encarregado da xurta antes de sua prisão. Maomé ibne Tair faleceu em algum momento em torno de 910.